# 第118回日劇學院賞
←第117回 - 第118回 - 第119回→
第118回日劇學院賞，針對2023年10月到12月在日本播出秋季檔連續劇所做出的投票與評比。本季獲最優秀作品賞為日本電視台的《沒有暖桌的家》，此劇共獲二項獎項；本季獲最多獎項的作品為《SEXY田中小姐》，共獲三項獎項。

## 得獎名單

### 最佳作品
1. 沒有暖桌的家[1]
2. 下剋上球兒
3. 至愛之花
4. 大奧 第二季
5. 怎麼辦家康
6. 我的第二青春

- 讀者票：1. 我的第二青春；2. 就算忘了你 ；3. 上班族殺手 ；4. 至愛之花 ；5. 怎麼辦家康

- 記者票：1. 下剋上球兒 ；2. 沒有暖桌的家 ；3. 至愛之花 ；4. 大奧 第二季 ；5. 昨日的美食 第二季

- 評審票：1. SEXY田中小姐 ；2. 沒有暖桌的家 ；3. 至愛之花 ；4. 我家律師難相處 ；5. 派對咖孔明

### 最佳男主角
1. 鈴木亮平（下剋上球兒）[2]
2. 松下洸平（至愛之花）
3. 向井理（派對咖孔明）
4. 內野聖陽（昨日的美食 第二季）
5. 松本潤（怎麼辦家康）

- 讀者票：1. 松本潤（怎麼辦家康）；2. 松岡昌宏（男扮女裝家政夫婦6）；3. 鈴木亮平（下剋上球兒）；4. 相葉雅紀（上班族殺手）；5. 室剛（我家律師難相處）；

- 記者票：1. 鈴木亮平（下剋上球兒）；2. 松下洸平（至愛之花）；3. 內野聖陽（昨日的美食 第二季）；4. 松本潤（怎麼辦家康）；5. 高橋文哉（費馬的料理）

- 評審票：1. 鈴木亮平（下剋上球兒）；2. 松下洸平（至愛之花）；3. 向井理（派對咖孔明）；4. 室剛（我家律師難相處）；5. 西島秀俊（昨日的美食 第二季）

### 最佳女主角
1. 木南晴夏（SEXY田中小姐）[3]
2. 小池榮子（沒有暖桌的家）
3. 多部未華子（至愛之花）
4. 廣瀨愛麗絲（我的第二青春）
5. 仲間由紀惠（大奧 第二季）

- 讀者票：1. 廣瀨愛麗絲（我的第二青春）；2. 木南晴夏（SEXY田中小姐）；3. 小池榮子（沒有暖桌的家）；4. 仲間由紀惠（大奧 第二季）；5. 多部未華子（至愛之花）

- 記者票：1. 小池榮子（沒有暖桌的家）；2. 木南晴夏（SEXY田中小姐）；3. 今田美櫻（至愛之花）；4. 廣瀨愛麗絲（我的第二青春）；5. 菅野美穗（尤莉亞老師的紅線）

- 評審票：1. 木南晴夏（SEXY田中小姐）；2. 小池榮子（沒有暖桌的家）；3. 多部未華子（至愛之花）；4. 仲間由紀惠（大奧 第二季）；5. 松本穗香（假扮美羽小姐）

### 最佳男配角
1. 每熊克哉（SEXY田中小姐）[4]
2. 吉岡秀隆（沒有暖桌的家）
3. 前田公輝（SEXY田中小姐）
4. 小日向文世（下剋上球兒）
5. 岡田准一（怎麼辦家康）

- 讀者票：1. 道枝駿佑（我的第二青春）；2. 萩原利久（就算忘了你）；3. 深澤辰哉（上班族殺手）；4. 山田裕貴（怎麼辦家康）；5. 浮所飛貴（Gifted 第二季）

- 記者票：1. 每熊克哉（SEXY田中小姐）；2. 作間龍斗（沒有暖桌的家）；3. 小日向文世（下剋上球兒）；4. 吉岡秀隆（沒有暖桌的家）；5. 仲野太賀（至愛之花）

- 評審票：1. 前田公輝（SEXY田中小姐）；2. 每熊克哉（SEXY田中小姐）；3. 森山未來（派對咖孔明）；4. 吉岡秀隆（沒有暖桌的家）；5. 小林薰（沒有暖桌的家）

### 最佳女配角
1. 生見愛瑠（SEXY田中小姐）[5]
2. 北川景子（怎麼辦家康）
3. 黑木華（下剋上球兒）
4. 平手友梨奈（我家律師難相處）
5. 上白石萌歌（派對咖孔明）

- 讀者票：1. 北川景子（怎麼辦家康）；2. 岡田結實（就算忘了你）；3. 生見愛瑠（SEXY田中小姐）；4. 平手友梨奈（我家律師難相處）；5. 山本舞香（上班族殺手）

- 記者票：1. 北川景子（怎麼辦家康）；2. 生見愛瑠（SEXY田中小姐）；3. 黑木華（下剋上球兒）；4. 平手友梨奈（我家律師難相處）；5. 上白石萌歌（派對咖孔明）

- 評審票：1. 生見愛瑠（SEXY田中小姐）；2. 北川景子（怎麼辦家康）；3. 黑木華（下剋上球兒）；4. 平手友梨奈（我家律師難相處）；5. 原菜乃華（泥濘的餐桌）

### 最佳電視劇歌曲
1. 《花》藤井風（至愛之花） [6]
2. 《多數沒用的男人之歌》石川小百合（沒有暖桌的家）
3. 《Ashes》Superfly（下剋上球兒）
4. 《I Wish》浪花男子（我的第二青春）
5. 《Angry》滾石樂隊（我家律師難相處）

- 讀者票：1.《I Wish》浪花男子（我的第二青春）；2.《Crystel》由薰（就算忘了你）；3.《花》藤井風（至愛之花）；4.《MAGIC WORD》King & Prince（上班族殺手）；5.《Gifted》NEWS（Gifted 第一季）

- 記者票：1.《花》藤井風（至愛之花）；2.《Ashes》Superfly（下剋上球兒）；3.《多數沒用的男人之歌》石川小百合（沒有暖桌的家）；4.《白色蜉游》Aimer（大奧 第二季）；5.《I Wish》浪花男子（我的第二青春）

- 評審票：1.《花》藤井風（至愛之花）；2.《多數沒用的男人之歌》石川小百合（沒有暖桌的家）；3.《Angry》滾石樂團（我家律師難相處）；4.《DREAMER Acoustic ver.》EIKO(上白石萌歌)（派對咖孔明）；5.《MY夢中》永積崇（假扮美羽小姐）

### 最佳劇本
1. 金子茂樹（沒有暖桌的家）[7]
2. 相澤友子（SEXY田中小姐）
3. 生方美久（至愛之花）

### 最佳導演
1. 塚原亞由子、山室大輔、濱野大輝、棚澤孝義（下剋上球兒）[8]
2. 大原拓、末永創、川野秀昭、木村隆文（大奧 第二季）
3. 豬股隆一、伊藤彰記、宮下直之（SEXY田中小姐）

## 外部連結
- 第118回日劇學院賞